# Gabriel dos Santos Araújo
Gabriel Geraldo dos Santos Araújo surnommé Gabrielzinho (petit Gabriel), né le 16 mars 2002 à Santa Luzia (Minas Gerais) dans le Minas Gerais, est un nageur handisport brésilien. Né sans bras et avec de très courtes jambes, il concourt dans la classe S2 (nageurs ayant des troubles considérables de la coordination du tronc, des jambes et des mains et à un faible niveau des bras) nageant principalement en ondulant son corps. 

## Carrière sportive
Atteint de phocomélie, une malformation congénitale qui empêche le développement des membres, Araújo est né sans bras et avec des jambes atrophiées. Dès son plus jeune âge, il sait pourtant nager et se déplace à la seule force de son cou, son torse et de son bassin. En 2015, Gabriel Araujo découvre la compétition lors d'un tournoi scolaire.
Aux Jeux parapanaméricains de 2019 à Lima, Gabrielzinho remporte deux médailles d'or (50 m nage libre et 100 m nage libre), une d'argent (200 m nage libre) et deux médailles de bronze (50 m dos et 50 m papillon).
Il participe à ses premiers jeux paralympiques en 2021 dans la catégorie S2 lors des Jeux de Tokyo 2020 où il monte trois fois sur le podium, remportant  deux médailles d'or et une d'argent.
Il remporte trois titre mondiaux S2 lors des éditions 2022 et 2023 sur les épreuves 200 m nage libre, 50 m dos et 100 m dos. Aux Jeux parapanaméricains de 2023, il rafle cinq titres en nage libre (50 m, 100 m, 200 m) et en dos (50 m, 100 m).
Lors des Jeux paralympiques de Paris de 2024, il est désigné comme l'un des deux porte-drapeau de la délégation brésilienne pour la cérémonie d'ouverture. Le lendemain, il remporte la médaille d’or en 100 mètres dos S2.

## Palmarès
Jeux paralympiques
- Jeux paralympiques 2020 à Tokyo,  Japon
  -  Médaille d'or 50m dos S2
  -  Médaille d'or 200m nage libre S2
  -  Médaille d'argent 100m dos S2
- Jeux paralympiques 2024 à Paris,  France
  -  Médaille d'or 200m nage libre S2
  -  Médaille d'or 50m dos S2
  -  Médaille d'or 100m dos S2

Championnats du monde
- Championnats du monde 2022 à Funchal,  Madère
  -  Médaille d'or 200m nage libre S2
  -  Médaille d'or 50m dos S2
  -  Médaille d'or 100m dos S2
- Championnats du monde 2023 à Manchester,  Angleterre
  -  Médaille d'or 200m nage libre S2
  -  Médaille d'or 50m dos S2
  -  Médaille d'or 100m dos S2